# Kovanluk
 Ovo je glavno značenje pojma Kovanluk. Za druga značenja pogledajte Kovanluk (razdvojba).
Kovanluk su naseljeno mjesto u sastavu Grada Bijeljine, Republika Srpska, BiH.

## Stanovništvo
| Kovanluk           |              |
| godina popisa      | 1991.        |
| Srbi               | 153 (96,83%) |
| Muslimani          | 0            |
| Hrvati             | 0            |
| Jugoslaveni        | 0            |
| ostali i nepoznato | 5 (3,16%)    |
| ukupno             | 158          |